# 唐代柳宗元衣冠墓

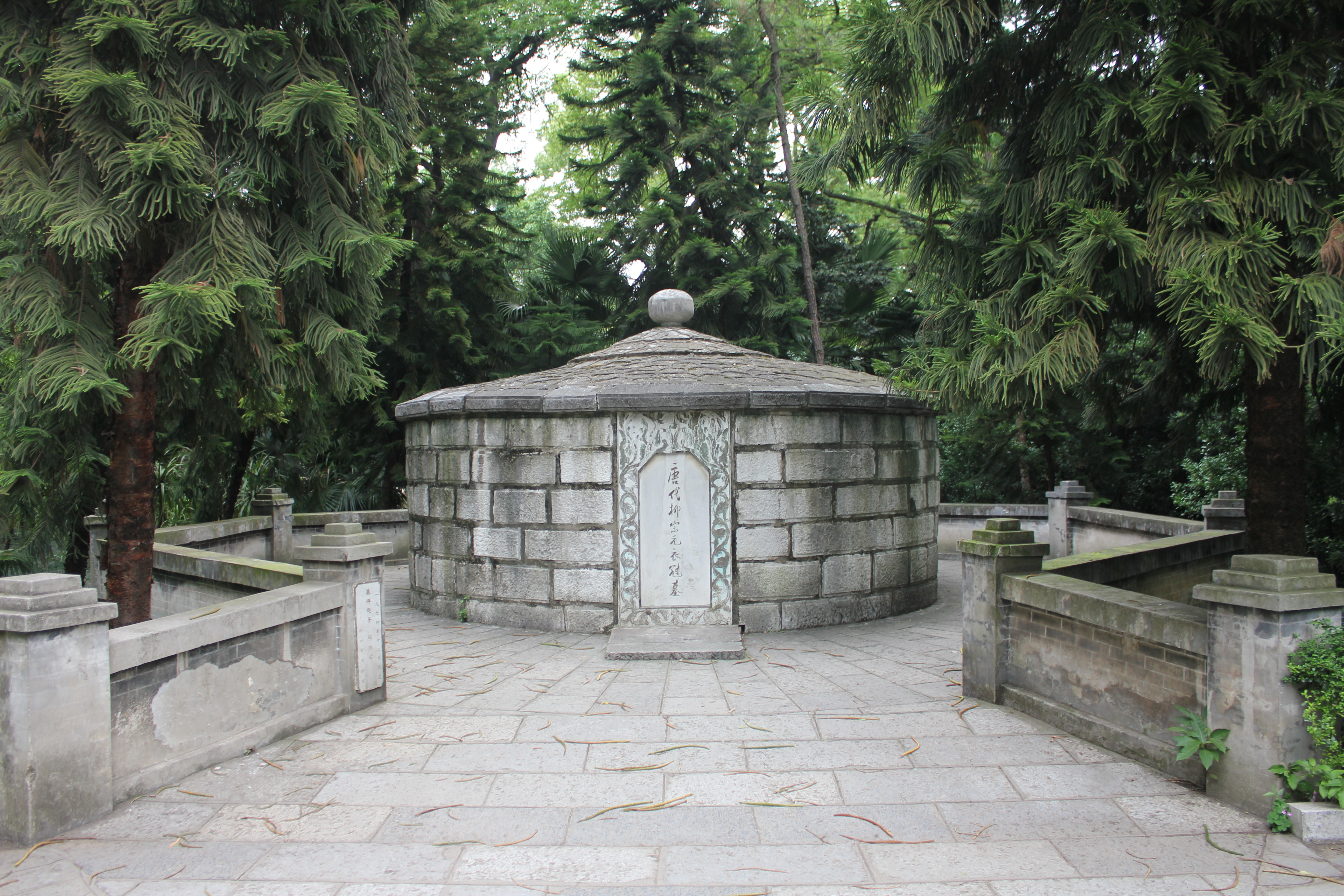
唐代柳宗元衣冠墓

唐代柳宗元衣冠墓，位于广西壮族自治区柳州市柳侯公园内、柳侯祠后，该墓始建于唐代，为纪念唐代改革家、“唐宋八大家”之一的柳宗元而设。

## 历史
公元819年，唐代著名文学家、 思想家，唐宋八大家之一的柳宗元客死广西柳州。停放于现广西柳州市柳侯祠。
柳宗元逝世后第二年(820年) 灵柩归葬长安。后人在柳宗元灵柩原来停放处修建了衣冠墓，作千秋凭吊。
“文化大革命”期间柳宗元衣冠冢曾被毁坏，直到1974年才修复。
现墓在清代墓址上重建。墓呈圆形，以方块青石砌成，直径4米，高2米,如今所见的墓碑“唐代柳宗元衣冠墓”是郭沫若于1974年12月所题。